# Leslie Cayola
Leslie Cayola P. (La Paz, Bolivia; 1976) es una botánica, agrónoma, exploradora y bióloga boliviana. En 2001 obtiene su titulación de ingeniería agronómica en la Universidad Mayor de San Simón.
Recibió entrenamiento científico en el Programa Latinoamericano del Jardín Botánico de Misuri. Trabaja con el "Centro de Biodiversidad y Genética" (CBG) de la Universidad Mayor de San Simón (UMSS) de Cochabamba, Bolivia, en el "Proyecto Políticas y Planeamiento Ambiental del Manejo Participativo de la Biodiversidad", Mancomunidad Unión Amazónica Filadelfia-Bolpebra (MUAFB), en el Departamento de Pando, Bolivia.

## Publicaciones
- peter m. Jørgensen, leslie Cayola, alejandro Araujo-Murakami. 2010. Passiflora madidiana, a New Species of Passifloraceae from Northern Bolivia. Novon: A Journal for Botanical Nomenclature 20 (3): 285-288 resumen en línea

- miki hernán Calzadilla-Tomianovich, leslie Cayola P. 2006. Estructura y composición florística de un bosque amazónico de pie de monte, Área Natural de Manejo Integrado Madidi, La Paz – Bolivia. Floristic Composition and Structure of an Andean foot hill forest in the Madidi Protected Area, La Paz - Bolivia. Ecología en Bolivia, 41 (2): 117-129 resumen en línea[7]

- víctor Cardona–Peña, Alfredo Fuentes, leslie Cayola. 2005a. "Las moráceas de la región de Madidi, Bolivia". Ecología en Bolivia 40 (3): 212-264

- peter m. Jørgensen, Alfredo Fuentes, stephan g. Beck, michael Kessler, n. Paniagua, renate Seidel, carla Maldonado, leslie Cayola, et al. 2005b. Lista anotada de las plantas vasculares registradas en la región de Madidi. Ecología en Bolivia 40 ( 3): 70-169 resumen en línea (enlace roto disponible en Internet Archive; véase el historial, la primera versión y la última).

- leslie Cayola, Alfredo Fuentes, peter m. Jørgensen. 2005c. Estructura y composición florística de un bosque seco subandino yungueño en el valle del Tuichi, Área Natural de Manejo Integrado Madidi, La Paz (Bolivia). Ecología en Bolivia 40 ( 3): 396-417

- Alfredo Fuentes Claros, alejandro Araujo Murakami, Héctor Cabrera Condarco, freddy Canqui, leslie Cayola, carla Maldonado, narel Paniagua. 2004. Estructura, composición y variabilidad del bosque subandino xérico en un sector del valle del río Tuichi, Anmi Madidi, La Paz (Bolivia). Ecología y conservación ambiental (ReBECA) 15 resumen en línea

## Honores
Miembro de
- Asociación para la Biología de la Conservación - Bolivia (Capítulo de "Society for conservation Biology". Presidenta del Comité Científico.

Responsable Departamental
- por Cochabamba: 1ª Olimpiada Científica Plurinacional Boliviana, 2011.

- La abreviatura «Cayola» se emplea para indicar a Leslie Cayola como autoridad en la descripción y clasificación científica de los vegetales.[8]